# Siège de Minerve
Croisade des albigeois
Batailles
Chronologie de la croisade des albigeois
- Béziers
- Carcassonne

- Minerve
- Termes
- Lavaur
- Montgey
- 1er Toulouse
- Castelnaudary
- Muret

- Beaucaire
- 2e Toulouse
- Marmande
- Baziège
- 3e Toulouse

- Avignon
- Montségur

Le siège de Minerve est une opération militaire de Simon IV de Montfort au cours de ses campagnes visant à conquérir les vicomtés de Béziers, d'Albi et de Carcassonne. C'est aussi l'occasion du premier bûcher de cathares.

## Les raisons du siège
À la fin du printemps 1210, cela fait neuf mois que Simon de Montfort a reçu les vicomtés d'Albi, de Béziers et de Carcassonne, ainsi que la mission de continuer la lutte contre les hérétiques. Il a remporté quelques succès, mais n'a pas encore reçu l'investiture de son nouveau suzerain, Pierre II, roi d'Aragon et comte de Barcelone. De plus, ses succès restent fragiles tant qu'il ne contrôle pas les trois principales forteresses montagnardes : Minerve, Termes et Cabaret.
Au contraire de Pierre Roger de Cabaret, de Raymond de Termes et d'Aimery de Montréal, qui s'étaient toujours mutuellement soutenus, Guilhem IV de Minerve avait préféré faire cavalier seul. Il avait également offert asile à de nombreux réfugiés, chevaliers faydits, Parfaits ou Cathares. Méprisant Aymeri III, vicomte de Narbonne, ainsi que les consuls de cette ville, qui collaboraient avec les envahisseurs, il n'hésitait pas à lancer contre eux des raids aussi bien pour les affaiblir que pour s'approvisionner, la population qu'il protégeait étant un peu plus importante que ce que lui permettaient ses ressources.
Ayant décidé de mettre fin à ces exactions, et aussi pour se débarrasser d'une rivale commerciale, une délégation de Narbonnais vient voir Simon de Montfort au début du mois de juin 1210, et lui demande de les débarrasser de Minerve. Simon profite de l’occasion et leur demande une importante contribution en argent et en hommes pour mettre le siège.

## Le siège
Son armée et lui arrivent sur les lieux le 15 juin. La configuration des lieux ne permet aucun assaut et Simon doit se résoudre à entamer un siège. Simon divise son armée en quatre corps, qui entourent la cité. Chacun de ces corps possède un  mangonneau ou un trébuchet. Celui de Simon est nommé la "Malvoisine" (Malavesina en occitan) en raison de sa taille, et s’attaque à un chemin couvert qui permet aux habitants d’accéder à un puits. Guilhem de Minerve n’ignore pas que l’accès à ce puits peut se révéler capital : il n’a pas plu au printemps, l’été est torride et quand les citernes seront vides, ce puits sera le seul point d’eau. Si son accès est perdu, il n’a plus qu’à souhaiter un orage. Aussi décide-t-il d’organiser une sortie dans le but de détruire la machine.
Une poignée de volontaires, munis de bois sec enduit de poix et d'étoupe, sortent de la ville durant la nuit du 27 juin, escaladent la falaise, surprennent les sentinelles et mettent le feu à la « Malvoisine ». Mais ils n’ont pas remarqué un servant qui s’était écarté et qui donne l’alarme. Les soldats accourent et repoussent les volontaires, dont on ne sait s’ils sont massacrés sur place ou s'ils parviennent sains et saufs dans Minerve, et éteignent l’incendie. La machine réparée, le bombardement reprit, et le puits est bientôt enfoui sous les décombres de la tour qui le protégeait.
Peu après les citernes sont vides. Le temps reste au beau fixe, aucun orage ne vient secourir la ville. La soif, la maladie et le fracas des bombardements achèvent de démoraliser la population, et Guilhem, après conseil de ses lieutenants, demande à parlementer. Simon de Montfort et Guilhem de Minerve commencent à conclure un accord de reddition, quand le légat Arnaud Amaury revenant de Toulouse se présente dans le camp des croisés. Simon déclare alors qu’il n’est que le bras séculier et armé de l’Église, et qu’il s’en remet aux ordres du légat.
Arnaud Amaury, étant moine et prêtre, n’ose pas prononcer la condamnation à mort des hérétiques et déclara que le seigneur du château et les habitants et défenseurs de la ville pourront quitter librement la ville, même les hérétiques, s’ils voulaient se réconcilier avec l’Église et lui obéir.
À Robert Mauvoisin, l’un des lieutenants de Simon de Montfort, qui proteste et déclare que les croisés étaient venus pour extirper l’hérésie et prétendant que les cathares n’abjureraient que par peur de la mort et non par foi, l’abbé répondit : « ne craignez rien, car je crois que très peu se convertiront ».
Le 22 juillet, Guilhem ouvre les portes de la ville aux croisés qui entrent, conduits par Arnaud Amaury. Montfort prend possession du château. La maison des Parfaits abrite environ cent cinquante Parfaits qui refusent d’abjurer, à l’exception de trois femmes qui échappent au supplice grâce à Mathilde de Garlande, la mère de Bouchard de Marly qui se trouvait dans le camp croisé et qui parvient in extremis à les persuader d'abjurer et de se réconcilier à l'Église. Les autres sont brûlés sur ordre de Montfort, conformément à la sentence du légat.

## Bilan
Pour Simon de Montfort, Minerve est le premier des trois châteaux qui lui donneront un réel contrôle sur ses vicomtés. La prise de Termes ne tardera pas, et Pierre Roger de Cabaret livrera ensuite le château sans combattre.
Le bûcher de Minerve est le premier d'une longue série qui finira par avoir raison du catharisme et qui se terminera en 1321 avec celui de Guillaume Bélibaste. De nos jours, un monument, réalisé par l'artiste Jean-Luc Séverac et représentant une colombe, se dresse à Minerve, en l'honneur des cent cinquante Parfaits brûlés.